# Brachymyrmex australis
Brachymyrmex australis é uma espécie de formiga da tribo Plagiolepidini (Formicinae), com distribuição restrita à Argentina, Brasil e Uruguai.